# 온라인 게임
온라인 게임(영어: online game, 문화어: 직결유희)은 인터넷 또는 기타 컴퓨터 망을 통해 부분적으로 또는 주로 플레이하는 비디오 게임이다. 온라인 게임은 PC 게임, 콘솔 게임 및 모바일 게임을 포함한 최신 게임 플랫폼에서 널리 사용되며, 1인칭 슈팅 게임, 전략 비디오 게임, 대규모 다중 사용자 온라인 롤플레잉 게임(MMORPG)을 포함한 많은 비디오 게임 장르에 걸쳐 있다. 2019년 온라인 게임 부문의 수익은 169억 달러에 달했으며, 이 중 42억 달러는 중국에서, 35억 달러는 미국에서 발생했다. 2010년대 이후, 온라인 게임의 일반적인 추세는 부분 유료화된 게임 위에 루트 박스 및 배틀 패스와 같은 구매 가능한 항목으로 서비스형 게임으로 운영하는 것이다. 구매한 패키지 게임과 달리, 온라인 게임은 작동을 위해 특별한 게임 서버가 필요하므로 영구적으로 플레이할 수 없는 문제가 있다.
온라인 게임의 디자인은 간단한 텍스트 기반 환경부터 복잡한 그래픽 및 가상 세계의 통합까지 다양하다. 게임 내 온라인 구성 요소의 존재는 온라인 순위표와 같은 사소한 기능부터 다른 플레이어와 직접 플레이하는 것과 같은 핵심 게임플레이의 일부까지 다양할 수 있다. 많은 온라인 게임은 자체 온라인 커뮤니티를 만들지만, 다른 게임, 특히 소셜 게임은 플레이어의 기존 현실 커뮤니티를 통합한다. 일부 온라인 게임은 많은 유명한 트위치 인터넷 방송인 및 유튜버가 플레이하여 엄청난 인기를 얻을 수 있다.
온라인 게임은 비디오 게임 문화의 범위와 규모를 크게 확장시켰다. 온라인 게임은 다양한 연령, 국적, 직업의 플레이어들을 끌어모았다. 온라인 게임 콘텐츠는 이제 과학 분야, 특히 일상생활의 행동 및 사회 현상과 관련하여 게이머들의 가상 공동체 내 상호 작용에 대해 연구되고 있다. 다른 문화와 마찬가지로, 이 커뮤니티는 게임 내외에서 의사소통에 사용될 수 있는 다양한 속어 또는 구어를 개발했다. 온라인의 특성이 커지면서, 현대 비디오 게임 속어는 인터넷 속어뿐만 아니라 leet 스피크와도 많이 겹치며, "pwn" 및 "noob"과 같은 많은 단어들이 있다. 비디오 게임 커뮤니티에서 대중화된 또 다른 용어는 컴퓨터 앞에 없거나 주의를 기울이지 않는 사람들을 지칭하는 약어인 "AFK"이다. 다른 일반적인 약어로는 "GL HF"가 있는데, 이는 "good luck, have fun"의 약어로, 종종 경기의 시작에서 좋은 스포츠맨십을 보여주기 위해 사용된다. 마찬가지로, 게임이 끝날 때 "GG" 또는 "GG WP"는 승패에 관계없이 상대방에게 "good game, well played"라고 축하하기 위해 사용될 수 있다. 많은 비디오 게임들이 또한 인터넷 밈에 영감을 주었고 온라인에서 매우 많은 추종자를 얻었다.
온라인 게임 문화는 때때로 비판에 직면하는데, 이는 사이버 폭력, 폭력, 제노포비아를 조장할 수 있는 환경 때문이라고 한다. 일부는 또한 게임 중독이나 사회 낙인에 대해 우려한다. 그러나, 온라인 게임의 플레이어들은 서로 모르는 사람들이고 제한된 의사소통을 하기 때문에, 온라인 게임에서의 개별 플레이어의 경험은 인공지능 플레이어들과 플레이하는 것과 반드시 다르지 않다고 주장되어 왔다.

## 역사
온라인 게임의 역사는 1970년대 패킷 교환 기반 컴퓨터 네트워킹의 초기 시대로 거슬러 올라간다. 온라인 게임의 초기 예시로는 최초의 MUD인 MUD1이 있는데, 이는 1978년에 만들어졌고 원래는 내부 네트워크에 한정되었으나 1980년에 ARPANET에 연결되었다. 상업용 게임은 다음 10년에 이어졌는데, 1984년에 첫 상업용 온라인 롤플레잉 게임인 Islands of Kesmai가 출시되었고, 1986년의 MSX 링크스 액션 게임, 1987년의 비행 시뮬레이터 에어 워리어, 그리고 1987년의 패밀리 컴퓨터 네트워크 시스템의 온라인 바둑 게임과 같은 더 그래픽적인 게임들이 있었다.

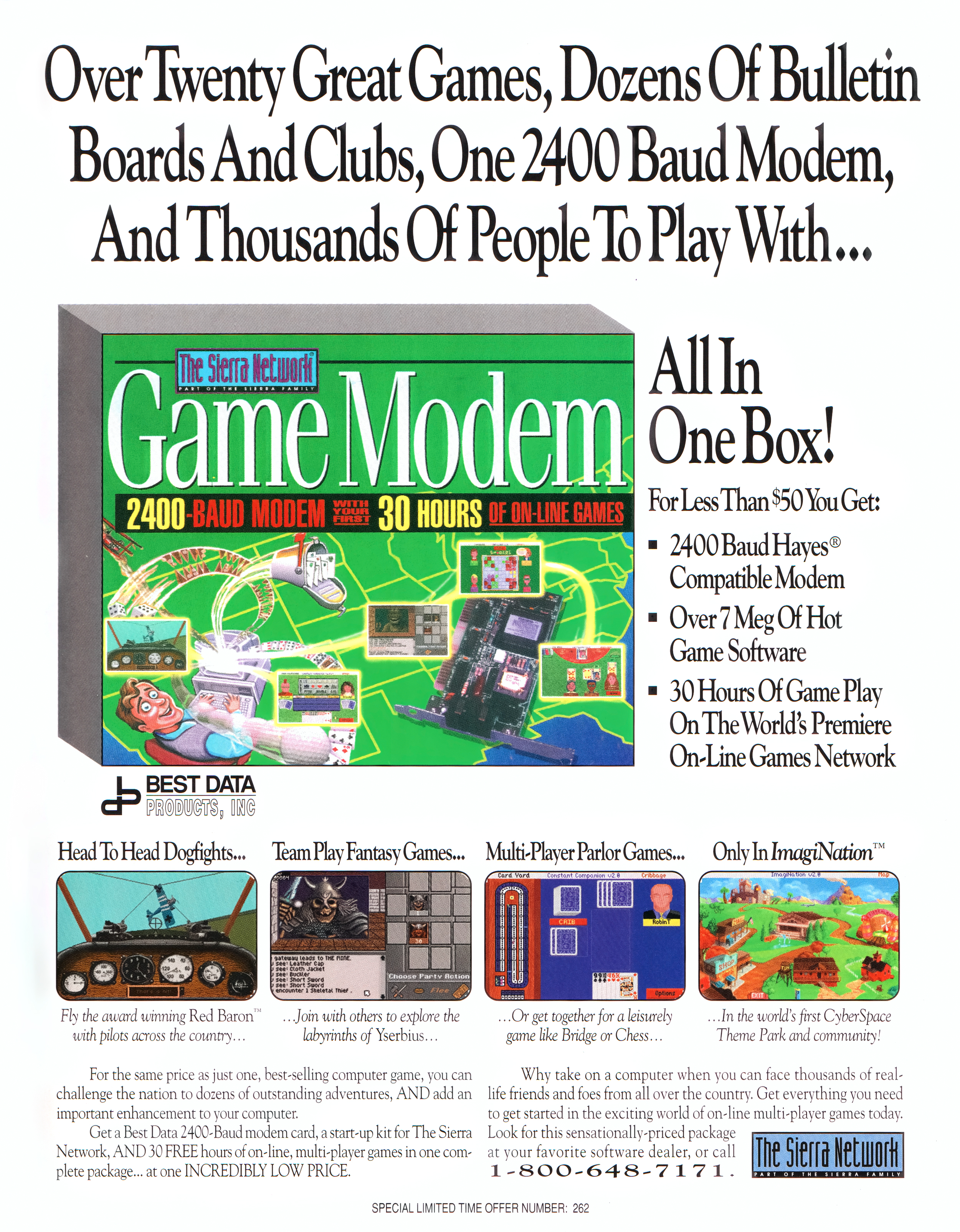
1991년 시에라 네트워크 광고

1990년대 인터넷의 급속한 가용성은 온라인 게임의 확장을 가져왔으며, 주목할 만한 게임으로는 바람의 나라 (1996), 퀘이크월드 (1996), 울티마 온라인 (1997), 리니지 (1998), 스타크래프트 (1998), 카운터-스트라이크 (1999) 및 에버퀘스트 (1999)가 있다. 비디오 게임 콘솔 또한 패밀리 컴퓨터 네트워크 시스템 (1987), 세가 메가넷 (1990), 사테라뷰 (1995), 세가넷 (2000), 플레이스테이션 2 (2000) 및 엑스박스 (2001)와 같은 온라인 네트워킹 기능을 받기 시작했다. 연결 속도 향상에 따라, 최근 개발에는 소셜 게임과 같은 새로운 장르와 모바일 게임과 같은 새로운 플랫폼의 대중화가 포함된다.
2000년대에 들어서면서 기술, 서버, 인터넷 비용이 크게 떨어져 빠른 인터넷이 보편화되었고, 이로 인해 이전에 알려지지 않았던 대규모 다중 사용자 온라인 게임 (MMO)과 같은 장르가 널리 알려지게 되었다. 예를 들어, 월드 오브 워크래프트 (2004)는 10년의 대부분을 지배했다. 스타워즈 갤럭시, 시티 오브 히어로즈, 와일드스타, 워해머 온라인, 길드워 2, 스타워즈: 구공화국과 같은 여러 다른 MMO는 워크래프트의 발자취를 따르려 했지만, 워크래프트의 시장 점유율에 큰 영향을 미치지 못했다. 시간이 지남에 따라 MMORPG 커뮤니티는 자체 속어와 은유, 그리고 암묵적인 사회 규칙과 금기 사항을 가진 하위 문화를 발전시켰다.
별도로, 월드 오브 워크래프트와 함께 새로운 유형의 온라인 게임이 인기를 얻었는데, 디펜스 오브 디 에인츠 (2003)가 멀티플레이어 온라인 배틀 아레나 (MOBA) 형식을 도입했다. 워크래프트 III를 기반으로 한 커뮤니티 제작 모드인 DotA는 월드 오브 워크래프트에 대한 관심이 시들해지면서 인기를 얻었지만, 이 형식이 워크래프트 재산과 연결되어 있었기 때문에 다른 사람들이 히어로즈 오브 뉴어스 (2009), 리그 오브 레전드 (2010), 도타 2 (2013)를 포함한 자신들의 MOBA를 개발하기 시작했다. 워크래프트 재산의 소유자인 블리자드 엔터테인먼트는 히어로즈 오브 더 스톰 (2015)으로 MOBA 장르에 대한 자체적인 시도를 발표했으며, 워크래프트 III 및 기타 블리자드의 프랜차이즈에 나오는 수많은 오리지널 영웅들을 강조했다. 2010년대 초반까지 이 장르는 E스포츠 카테고리의 큰 부분을 차지하게 되었다.
2010년대 후반 동안, 멀티플레이어 온라인 배틀 아레나와 구형 클래스 기반 슈팅 게임에서 영감을 받은 슈팅 게임의 변형인 히어로 슈터는 2016년 배틀본과 오버워치의 출시와 함께 상당한 인기를 얻었다. 이 장르는 팔라딘스 (2018)와 발로란트 (2020)와 같은 게임으로 계속 성장했다.
배틀 로열 게임 형식은 플레이어언노운스 배틀그라운드 (2017), 포트나이트 배틀로얄 (2017), 에이펙스 레전드 (2019)의 출시와 함께 널리 인기를 얻었다. 이 장르의 인기는 2020년대에도 콜 오브 듀티: 워존 (2020)의 출시와 함께 계속되었다. 각 게임은 출시 몇 달 만에 수천만 명의 플레이어를 확보했다.

## 인구 통계
온라인 게임이 일반적으로 남성이 주로 플레이한다는 가정은 오랫동안 어느 정도 정확하게 유지되었다. 최근 통계는 게임 문화에서 남성 지배의 신화를 약화시키기 시작했다. 전 세계적으로 남성 게이머의 수가 여성을 여전히 지배하지만 (남성 52%, 여성 48%), 특정 게임에서는 여성이 절반 이상의 플레이어를 차지했다. 2019년 현재, 평균 게이머의 나이는 33세이다.
온라인 게임 시장 예측 보고서는 전 세계 온라인 게임 수익이 2011년 190억 달러에서 2017년 350억 달러에 이를 것으로 추정한다.

## 플랫폼

### 콘솔 게임
엑스박스 라이브는 2002년 11월에 출시되었다. 초기에는 콘솔이 시스템 링크라는 기능만 사용했는데, 플레이어들은 이더넷 케이블을 사용하여 두 대의 콘솔을 연결하거나, 라우터를 통해 여러 대의 콘솔을 연결할 수 있었다. 오리지널 엑스박스와 함께 마이크로소프트는 엑스박스 라이브를 출시하여 인터넷을 통한 공유 플레이를 가능하게 했다. 플레이스테이션 3에는 플레이스테이션 네트워크 형태로 유사한 기능이 있으며, Wii 또한 제한적인 온라인 게임을 지원한다. 닌텐도 또한 Wii U 및 닌텐도 3DS에서 온라인 게임을 완벽하게 지원하는 "닌텐도 네트워크"라는 네트워크를 가지고 있었다. 닌텐도 스위치 출시와 함께 닌텐도는 기존의 닌텐도 네트워크를 대체하기 위해 닌텐도 스위치 온라인 서비스를 시작했다.

### 웹 게임
월드 와이드 웹이 발전하고 브라우저가 더욱 정교해짐에 따라 사람들은 웹 브라우저를 클라이언트로 사용하는 웹 게임을 만들기 시작했다. 웹 브라우저를 사용하여 플레이할 수 있는 간단한 싱글 플레이어 게임이 만들어졌다 (대부분 HTML, 자바스크립트, ASP, PHP 및 MySQL과 같은 웹 기술로 만들어졌다).
플래시 및 자바와 같은 웹 기반 그래픽 기술의 개발로 브라우저 게임은 더욱 복잡해졌다. "플래시 게임" 또는 "자바 게임"으로도 알려진 이 게임들은 점점 더 인기를 얻었다. 게임은 간단한 개념부터 대규모 게임까지 다양했으며, 그 중 일부는 나중에 콘솔로 출시되기도 했다. 많은 자바 또는 플래시 게임은 다양한 웹사이트에 공유되어 많은 사용자에게 도달했다. 웹 기반 펫 게임은 젊은 세대의 온라인 게이머들 사이에서 인기가 있다. 이 게임들은 네오펫과 같이 수백만 명의 사용자를 가진 거대한 게임부터 더 작고 커뮤니티 기반의 펫 게임까지 다양하다.
최근의 브라우저 기반 게임은 Ajax와 같은 웹 기술을 사용하여 더 복잡한 멀티플레이어 상호 작용을 가능하게 하고, WebGL을 사용하여 플러그인 없이 하드웨어 가속 3D 그래픽을 생성한다.

## 상호 작용 유형

### 플레이어 대 환경 (PvE)
PvE는 온라인 게임, 특히 MMORPG 및 기타 롤플레잉 비디오 게임에서 컴퓨터가 제어하는 상대방과 싸우는 것을 지칭하는 용어이다.

### 플레이어 대 플레이어 (PvP)
PvP는 컴퓨터가 제어하는 상대방이 아닌 플레이어끼리 경쟁하는 모든 게임 또는 게임의 측면을 광범위하게 설명하는 용어이다.

## 온라인 게임

### 1인칭 슈팅 게임 (FPS)
1990년대 동안 온라인 게임은 다양한 LAN 프로토콜(IPX 등)에서 벗어나 TCP/IP 프로토콜을 사용하여 인터넷으로 이동하기 시작했다. 둠은 여러 플레이어가 서로 정면으로 싸우는 데스매치 개념을 새로운 형태의 온라인 게임으로 대중화했다. 둠 이후, 많은 1인칭 슈팅 게임은 데스매치 또는 아레나 스타일의 플레이를 허용하기 위해 온라인 구성 요소를 포함했다. 그리고 인기에 힘입어 1인칭 슈팅 게임은 전 세계적으로 점점 더 널리 퍼지고 있다. 게임이 더욱 현실적이고 경쟁적으로 변함에 따라 e-스포츠 커뮤니티가 탄생했다. 카운터-스트라이크, 헤일로, 콜 오브 듀티, 퀘이크 라이브, 언리얼 토너먼트와 같은 게임들은 이러한 토너먼트에서 인기가 많다. 이러한 토너먼트는 상금부터 하드웨어까지 다양한 상품을 제공한다.
슈팅 게임의 하위 장르인 히어로 슈터의 확장은 2016년에 여러 비디오 게임 개발자들이 히어로 슈터 다인용 온라인 게임을 출시하거나 발표하면서 일어났다. 히어로 슈터는 팀워크의 중요성으로 인해 높은 수준의 기술과 조정 능력이 요구되므로 E스포츠로서의 잠재력이 강하다고 여겨졌다. 주목할 만한 예로는 배틀본, 오버워치, 팔라딘스, 발로란트 등이 있다.

### 실시간 전략 게임 (RTS)
초기 실시간 전략 게임은 종종 모뎀이나 로컬 네트워크를 통해 멀티플레이어 플레이를 허용했다. 1990년대에 인터넷이 성장하기 시작하면서 게임에서 사용되는 LAN 프로토콜을 인터넷을 통해 터널링할 수 있는 소프트웨어가 개발되었다. 1990년대 후반에는 대부분의 RTS 게임이 기본 인터넷 지원을 제공하여 전 세계의 플레이어들이 서로 플레이할 수 있게 되었다. 온라인 커뮤니티가 있는 인기 있는 RTS 게임으로는 에이지 오브 엠파이어, 신즈 오브 솔라 엠파이어, 스타크래프트 및 워해머 40,000: 돈 오브 워가 있다.

### 대규모 다중 사용자 온라인 게임 (MMO)
대규모 다중 사용자 온라인 게임은 많은 선진국에서 광대역 인터넷 접속이 확산되면서 가능해졌으며, 인터넷을 사용하여 수십만 명의 플레이어가 같은 게임을 함께 플레이할 수 있게 했다. 다음과 같이 다양한 스타일의 대규모 다중 사용자 게임을 이용할 수 있다:
- MMORPG (대규모 다중 사용자 온라인 롤플레잉 게임)
- MMORTS (대규모 다중 사용자 온라인 실시간 전략 게임)
- MMOFPS (대규모 다중 사용자 온라인 1인칭 슈팅 게임)
- MMOSG (대규모 다중 사용자 온라인 소셜 게임)

### 멀티플레이어 온라인 배틀 아레나 게임 (MOBA)
멀티플레이어 온라인 배틀 아레나 (MOBA)라고 불리는 전략 비디오 게임의 특정 하위 장르는 2010년대에 E스포츠의 한 형태로 인기를 얻었으며, 워크래프트 III의 디펜스 오브 디 에인츠 모드, 리그 오브 레전드, 도타 2, 스마이트, 히어로즈 오브 더 스톰과 같은 게임을 포함한다. 주요 E스포츠 프로 토너먼트는 수만 명의 관객을 수용할 수 있는 장소에서 개최되며 수백만 명에게 온라인으로 스트리밍된다. 강력한 팬덤은 스폰서십과 광고의 기회를 열었고, 궁극적으로 이 장르가 전 세계적인 문화 현상이 되는 데 기여했다.

### 배틀 로열 게임
배틀 로열 게임은 생존 게임의 생존, 탐험, 물자 수집 요소와 최후의 1인 게임플레이를 혼합한 장르이다. 각 매치에는 수십에서 수백 명의 플레이어가 참여하며, 최후의 플레이어 또는 팀이 승자가 된다. 주목할 만한 예로는 플레이어언노운스 배틀그라운드, 포트나이트 배틀로얄, 에이펙스 레전드, 콜 오브 듀티: 워존이 있으며, 각 게임은 출시 몇 달 만에 수천만 명의 플레이어를 확보했다. 이 장르는 인터넷을 통한 멀티플레이어 게임플레이에 전적으로 맞춰져 있다.

### MUD
MUD는 다중 사용자 실시간 가상 세계의 한 종류로, 보통 텍스트 기반이지만 항상 그런 것은 아니며, 리처드 배틀이 1978년에 MUD1을 만든 것에서 역사가 시작된다. MUD는 MMORPG의 직접적인 전신이다.

### 기타 주목할 만한 게임
소셜 디덕션 게임은 플레이어들이 논리와 추론을 사용하여 서로의 숨겨진 역할이나 팀 소속을 밝히려고 시도하는 동시에 다른 플레이어들은 의심을 피하기 위해 허세를 부릴 수 있는 멀티플레이어 온라인 게임이다. 주목할 만한 소셜 디덕션 비디오 게임의 예는 어몽 어스로, 2020년에 많은 유명한 트위치 인터넷 방송인과 유튜버가 플레이하면서 엄청난 인기를 얻었다. 어몽 어스는 또한 인터넷 밈에 영감을 주었고 온라인에서 매우 많은 추종자를 얻었다.

## 온라인 게임 관리
온라인 게이머는 게임 애플리케이션이나 업데이트를 처음 설치할 때 소프트웨어 사용권 동의 (EULA)에 동의해야 한다. EULA는 프로그램이 복사, 재배포 또는 해킹되는 것을 방지하기 위한 생산자 또는 유통업체와 애플리케이션 또는 소프트웨어의 최종 사용자 간의 법적 계약이다. 계약 위반 시의 결과는 계약에 따라 다르다. 플레이어는 경고부터 종료, 또는 경고 없이 즉시 종료될 수 있다. 3D 몰입형 세계인 세컨드 라이프에서는 계약 위반 시 위반 정도에 따라 플레이어에게 경고, 정지 및 종료가 부과된다.
온라인 게임이 게임 내 채팅 기능을 지원하는 경우, 증오언설, 성희롱 및 사이버 폭력을 접하는 것은 드문 일이 아니다. 플레이어, 개발자, 게임 회사 및 전문 관찰자들은 반사회적 행동을 억제하는 도구를 논의하고 개발하고 있다.
또한 운영자가 존재하여 반사회적 행동을 방지하려고 노력하기도 한다. 온라인 게임은 또한 사기, 금융 범죄, 사생활 침해 및 기타 문제와 같은 현실 세계의 불법 행위와 관련되기도 한다.
최근 게임 거버넌스의 발전은 모든 비디오 게임(온라인 게임 포함)이 등급 라벨을 보유하도록 요구한다. 자발적인 등급 시스템은 오락 소프트웨어 등급 위원회 (ESRB)에 의해 설립되었다. 등급은 "E"(Everyone, 모든 사람)로 시작하여 어린이와 성인 모두에게 적합한 게임을 나타내며, "M"(Mature, 성숙)은 17세 이상에게 권장되는 게임을 나타낸다. 일부 명시적인 온라인 게임은 "AO"(Adult Only, 성인만)로 등급이 매겨질 수 있으며, 18세 이상의 성인에게만 적합한 콘텐츠를 식별한다. 또한, 온라인 게임은 ESRB가 "온라인 상호 작용은 ESRB에 의해 등급이 매겨지지 않습니다"라고 경고하는 ESRB 공지를 반드시 포함해야 한다.

## 게임 서비스 종료
비디오 게임 산업은 경쟁이 매우 치열하다. 그 결과, 많은 온라인 게임이 충분한 수익을 창출하지 못하여 서비스 제공업체가 서버를 계속 운영할 유인이 없게 된다. 이러한 경우, 게임 개발자는 서버를 영구적으로 종료하기로 결정할 수 있다.
온라인 게임의 종료는 플레이어에게 심각한 영향을 미칠 수 있다. 일반적으로 서버 종료는 플레이어가 더 이상 게임을 플레이할 수 없다는 것을 의미한다. 많은 플레이어에게 이는 감정적인 손실감을 유발할 수 있는데, 이는 종종 게임 내 진행 상황, 예를 들어 캐릭터를 위한 아이템을 얻기 위해 게임 내 작업을 완료하는 데 시간과 노력을 투자하기 때문이다. 다른 경우에는 서버 없이도 게임을 플레이할 수 있지만, 특정 중요한 기능이 손실될 수 있다. 예를 들어, 핵심 게임 내 아이템을 얻으려면 각 플레이어의 진행 상황을 추적할 수 있는 서버가 필요한 경우가 많다.
일부 경우, 온라인 게임은 서비스 종료 후 실질적으로 다른 형태로 재출시될 수 있으며, 게임의 품질을 높이거나, 낮은 판매량을 해결하거나, 감소하는 플레이어 기반을 되돌리려는 시도에서 상당한 성공을 거두기도 한다. 파이널 판타지 XIV는 2010년 출시 당시 부정적인 평가를 받았으나, 2013년 신생 에오르제아로 재출시되었으며, 새로운 버전은 상당한 긍정적인 평가를 받았고 2022년 현재까지 운영되고 있다. 스플릿게이트: 아레나 워페어는 2021년 스플릿게이트로 재출시되었으며, 부분 유료화 모델로 전환하고 크로스 플랫폼 멀티플레이어를 추가하여 2백만 명의 새로운 플레이어를 유치했으며, 서버가 이러한 유입을 감당하지 못할 정도였다.
그러나, 재출시 계획에도 불구하고 게임이 상업적 실패로 남는 경우도 있다. 여기에는 2015년 비대칭 1인칭 슈팅 게임인 이볼브가 포함되는데, 이 게임은 출시 1년 후 이볼브 스테이지 2라는 부분 유료화 타이틀로 전환되었지만, 정식 가격 게임임에도 불구하고 상당한 양의 DLC로 비판받았고, 업데이트가 드물어 사용자 기반이 "증발"하면서 약 2년 후 서버가 영구적으로 종료되었다. 2019년 루터 슈터 게임인 앤섬도 앤섬 넥스트로 재출시될 예정이었으나, 코로나19 팬데믹의 영향과 일렉트로닉 아츠의 게임 추가 투자 의향 부족으로 변경 사항이 구현되지 않았다.

## 과금
사람들이 온라인 게임을 하면서 과금하는 가장 큰 이유는 꾸미기 위해서(35%)이다. 아이템을 얻기 위해(32%), 빠른 성장(18%), 경쟁심(15%)의 이유도 있다. 과금하면 만족한다고 답한 사용자는 39%였고 아니라고 답한 사용자는 20%였다. 과금하지 않는 사용자들은 돈이 아깝거나(33%) 필요성을 못 느끼거나(26%) 과금 없이도 게임을 즐길 수 있기 때문에(19%) 게임에 돈을 쓰지 않는다.
한편 과금이 지나친 경우 피로감을 느낀 이용자가 게임을 그만두고 다른 게임을 찾는 경우도 있다.

## 같이 보기
- 온라인 게임 목록
- 오프라인 게임